# 九龍巴士289K線
九龍巴士289K線循環來往大學站及馬鞍山富安花園。此路線是九巴車齡最高之路線，平均車齡達17年。

## 歷史
- 1993年9月16日：九巴開辦84K，來往富安花園及大學火車站，經亞公角街於石門交匯處折返大老山公路，因客量不足於1994年6月1日取消。
- 2001年1月1日：289K投入服務，循環來往富安花園及大學火車站[1][2]。
- 2001年4月29日：總站改為大學站，富安花園巴士總站改作為循環點[3]
- 2003年11月1日：富安花園方向繞經保泰街中途站，配合海典灣入伙[4]。
- 2006年6月16日：增設由富安花園單向開往大學站的特別班次，逢星期一至六（假日除外）於05:30及05:50開出[5]。
- 2013年5月27日：往富安花園方向於西沙路近恆輝街增設中途站[6]。
- 2015年5月23日：特別班次開出時間提前五分鐘，並擴展至每日均提供服務[7]。
- 2015年6月27日：增設到站時間預報。[8]

## 服務時間及班次
| 大學站開         | 大學站開    | 大學站開     |
| 日期             | 服務時間    | 班次（分鐘） |
| ---------------- | ----------- | ------------ |
| 星期一至五       | 05:45-06:45 | 20           |
| 星期一至五       | 07:00       |              |
| 星期一至五       | 07:00-08:00 | 12           |
| 星期一至五       | 08:00-08:30 | 15           |
| 星期一至五       | 08:30-09:50 | 20           |
| 星期一至五       | 09:50-16:55 | 25           |
| 星期一至五       | 16:55-17:55 | 20           |
| 星期一至五       | 17:55-19:10 | 15           |
| 星期一至五       | 19:10-20:10 | 20           |
| 星期一至五       | 20:10-21:50 | 25           |
| 星期一至五       | 21:50-00:20 | 30           |
| 星期六           | 05:45-07:05 | 20           |
| 星期六           | 07:05-07:35 | 15           |
| 星期六           | 07:35-09:15 | 20           |
| 星期六           | 09:15-15:55 | 25           |
| 星期六           | 15:55-17:55 | 20           |
| 星期六           | 17:55-19:10 | 15           |
| 星期六           | 19:10-20:10 | 20           |
| 星期六           | 20:10-21:50 | 25           |
| 星期六           | 21:50-00:20 | 30           |
| 星期日及公眾假期 | 05:45-11:35 | 25           |
| 星期日及公眾假期 | 11:35-12:15 | 20           |
| 星期日及公眾假期 | 12:15-21:50 | 25           |
| 星期日及公眾假期 | 21:50-00:20 | 30           |

特別班次（富安花園 → 大學站）
- 每日：05:25、05:45

## 收費
全程：$5.1
| - 本線設有12歲以下小童及65歲或以上長者半價優惠。 - 65歲或以上香港居民使用「樂悠咭」，以及12歲以下合資格殘疾兒童使用「殘疾人士身份」個人八達通繳付車資，均可享有每程$2.0或半價（以較低者為準）的票價優惠；12至64歲合資格殘疾人士使用「殘疾人士身份」個人八達通（包括「樂悠咭」），以及60至64歲香港居民使用「樂悠咭」繳付車資，均可享有每程$2.0或全費（以較低者為準）的票價優惠。 - 65歲或以上長者如使用長者或一般個人八達通繳付車資，則只可享有半價優惠；12至64歲合資格殘疾人士如不使用「殘疾人士身份」個人八達通，以及60至64歲人士如不使用「樂悠咭」繳付車資，必須繳付全費。 - 乘客可以現金或八達通於上車時付款，不設找續。 - 每位成人乘客可免費攜帶最多兩名4歲以下而不佔座位的兒童乘客乘車，超額之4歲以下小童必須繳付小童車費乘車。 - 持有「九巴月票」之乘客在車票有效期內，每日可享最多10程任何九龍巴士及龍運巴士路線（包括本路線，以及聯營路線的九龍巴士／龍運巴士提供的班次；惟乘搭機場「A」及「NA」線則可享原價二七折優惠（不會計算每天10次合資格車程））；而B1線則每日可享最多各2程（不會計算每天10次合資格車程）。 - 九龍巴士、城巴、龍運巴士及陽光巴士全職員工及家屬（不包括外判職員）可免費乘搭本路線，惟必須拍職員或職員家屬八達通。 - 乘客亦可透過多元化電子支付系統（e度嘟）繳付車資，包括使用非接觸式VISA卡、JCB卡、萬事達卡、銀聯卡、美國運通、大來國際、Discover Card、Apple Pay、Google Pay、Samsung Pay、AlipayHK「易乘碼」、支付寶、WeChatHK／微信支付「搭車碼」、銀聯雲閃付「乘車碼」及BOC Pay「乘車碼」。乘客使用此付款方式，使用此支付方式的乘客可享有中途下車之分段收費，以及與其他九巴／龍運獨營路線或聯營線九巴／龍運班次之轉乘優惠，惟不適用於與非九巴／龍運路線之轉乘優惠，亦不能享有「公共交通費用補貼計劃」及「長者及合資格殘疾人士公共交通票價優惠計劃」。 |

## 使用車輛
本線現時使用4輛富豪超級奧林比安（AVW），均屬沙田車廠。
| 車隊編號 | 車牌   |
| -------- | ------ |
| AVW21    | LL3245 |
| AVW22    | LL3373 |
| AVW57    | LP9022 |
| AVW97    | MA5527 |

此線經常與87K，272A及272K交換用車

## 行車路線
經：澤祥街、大老山公路、馬鞍山路、西沙路、恒輝街、寧泰路、保泰街、寧泰路、恒泰路、恒信街、富安花園巴士總站、恒信街、恒泰路、寧泰路、恒輝街、西沙路、馬鞍山路、大老山公路及澤祥街。

### 沿線車站

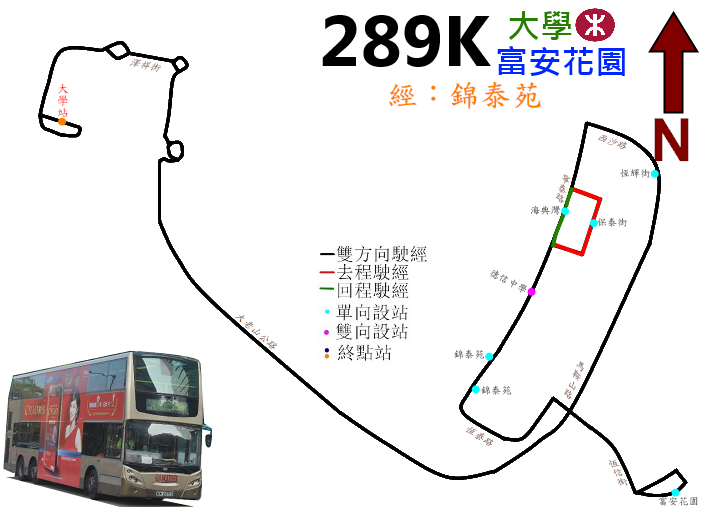
此線的走線圖

| 大學站開 | 大學站開         | 大學站開             |
| 序號     | 車站名稱         | 位置                 |
| -------- | ---------------- | -------------------- |
| 1        | 大學站巴士總站   | 馬料水公共運輸交匯處 |
| 2        | 恆輝街           | 西沙路               |
| 3        | 保泰街           | 保泰街               |
| 4        | 德信中學         | 寧泰路               |
| 5        | 錦泰苑           | 寧泰路               |
| 6        | 富安花園巴士總站 | 富安花園巴士總站     |
| 7        | 錦泰苑           | 寧泰路               |
| 8        | 德信中學         | 寧泰路               |
| 9        | 海典灣           | 寧泰路               |
| 10       | 大學站巴士總站   | 馬料水公共運輸交匯處 |

## 外部連結
- 九巴289K線資料
- 681巴士總站 （页面存档备份，存于）